# Araneus tsurusakii
Araneus tsurusakii este o specie de păianjeni din genul Araneus, familia Araneidae, descrisă de Akio Tanikawa în anul 2001. Conform Catalogue of Life specia Araneus tsurusakii nu are subspecii cunoscute.